# Philippe Caillard
Pour les articles homonymes, voir Caillard.
Philippe Caillard, né le 31 juillet 1924 à Paris, est un chef de chœur, professeur d'enseignement musical, conseiller technique et pédagogique auprès du Ministère de la Jeunesse et éditeur de musique chorale.

## Biographie
Philippe Caillard est né le 31 juillet 1924 à Paris.
Autodidacte, il commence l'étude du piano puis découvre l'univers de la musique chorale. En 1944, il fonde son propre ensemble vocal, principalement composé d'étudiants en musique.
Entre 1951 et 1966, Philippe Caillard est professeur de musique dans les écoles primaires et secondaires. À partir de 1966, il est conseiller technique et pédagogique pour les activités socio-éducatives du ministère de la Jeunesse et des sports, et organise dans ce cadre des stages de formation de chefs de chœur.
Comme interprète, entre 1955 et 1970, il enregistre pour le label Erato à la tête de son ensemble vocal une trentaine de disques, dont la moitié est distinguée par plusieurs académies du disque.
Au concert et au disque, Philippe Caillard collabore avec l'Orchestre de chambre Jean-François Paillard et le chef d'orchestre Louis Frémaux, et contribue à faire renaître le répertoire de la Renaissance et du baroque français.
L'ensemble vocal Philippe Caillard est notamment spécialisé à l'origine dans les œuvres de la Renaissance, mais son répertoire s'est agrandi au fil des ans. Philippe Caillard a également transcrit et édité de la musique vocale ancienne, et a dirigé différents chœurs professionnels de radios européennes et donné à la tête de sa chorale de nombreux concerts dans les festivals internationaux.

## Discographie sélective
- Henry Dumont, Magnicat, Benedictus, Motet à deux chœurs pour la Chapelle du Roy, Ensemble vocal Philippe Caillard, Orchestre Jean-François Paillard, Marie-Claire Alain, orgue, dir. Louis Frémaux. LP Erato.
- Marc-Antoine Charpentier, Le Reniement de Saint Pierre H.424, Chorale Philippe Caillard, dir. Philippe Caillard. LP Erato 1969.